# Historia de Ocaña (Colombia)

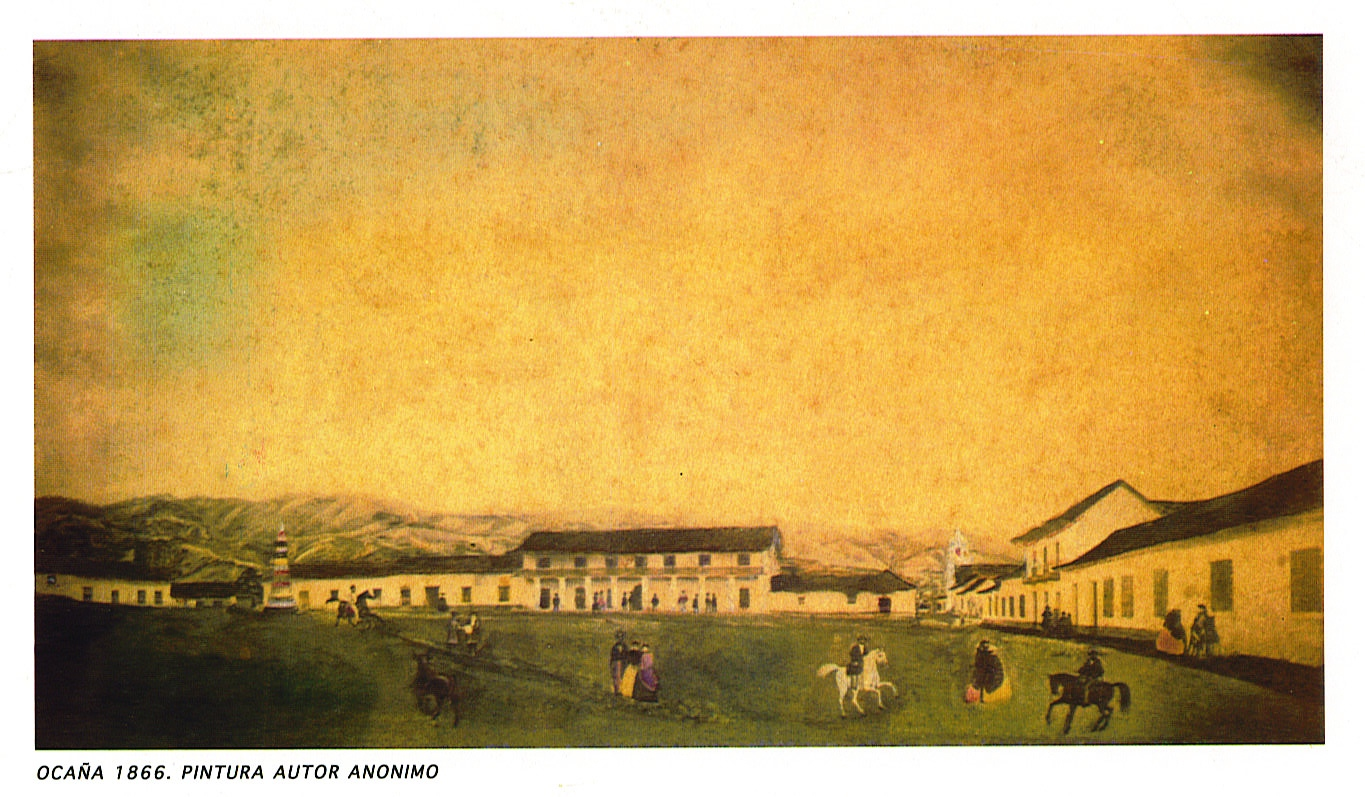
Plaza del 29 de Mayo en 1886

La historia de Ocaña cubre tres grandes periodos, prehispánico, colonial y republicano. El primero finaliza en 1570 con la fundación de Ocaña; el segundo desde 1570 hasta 1810; y el último desde 1810 hasta el presente. Ocaña hoy es la segunda ciudad más importante del departamento de Norte de Santander, posición que alcanzó tras superar a Pamplona, que durante buena parte de la historia de Colombia fue la ciudad más importante del nororiente del país. Ocaña es una ciudad que desde su fundación ha servido como conexión entre la costa Caribe y el nororiente, funcionado como puerto seco y nodo comercial entre la frontera con Venezuela y el interior de Colombia.

## Toponimia
Ocaña recibió el nombre de su homónima ibérica, ciudad natal de Pedro Fernández del Busto, gobernador de la Provincia de Santa Marta en 1570. Ocaña sería parte de esta provincia durante todo el periodo colonial, La toponiamia de la Ocaña ibérica es incierta, no obstante, se presume que tiene la base  olca- de origen celtibérico con el significado de «campo fértil, vega», con la probable evolución siguiente: Olcania > Ocania > Ocaña. Existen no obstante otras teorías, como la de Nieto Ballester, quien afirma que «Ocaña» es un término prerromano, de aspecto indoeuropeo, pero no celta.

## Mitos historiográficos
Un mito historiográfico es un hecho ficticio o semificticio que se presenta como verdadero y es perpetuado tanto en libros publicacos como en las escuelas y colegios. La historiografía ocañera cuenta con varios de ellos, siendo los siguientes los más relevantes:
- Año de fundación: La fundación se realizó en 14 de diciembre de 1570, pero la fecha fue siempre controvertida. Fray Pedro Simón ya la atribuía a 1561, dato que fue perpetuado hasta el siglo XX.[3]
- Traslado de la ciudad: Desmentido por Luis Eduardo Páez Courvel en 1940 el Boletín de Historia y Antigüedades. Aun así, el supuesto traslado se menciona en numerosos sitios web como en el imaginario de las personas.[4]
- Indígenas hacaritamas: Popularizados en la obra Los Genitores, no hay constancia de ellos en ningún documento colonial.[5]
- Leonelda y los indígenas búrburas: La leyenda esta ligada al Cerro de la Horca o Alto del Hatillo en Ocaña y a la Loma de González, a finales del siglo XVII.[6]

## Periodo prehispánico (indet.-1570)

### Carates y hacaritamas: Controversias e inexactitudes
Existe gran controversia en torno al periodo prehispánico de la ciudad de Ocaña, producto de una tradición historiográfica deficiente que combina fuentes documentales con ficciones literarias, dando origen a numerosos mitos historiográficos. El más extendido de ellos es el pueblo hacaritama, una supuesta tribu indígena que habitaba la zona donde hoy se ubica la ciudad; sin embargo, dicho nombre no se menciona en ningún documento colonial, siendo inventado en el siglo XIX tras los primeros intentos de escribir la historia ocañera y popularizada por el médico Alejo Amaya en su obra Los Genitores.
Los indígenas que habitaban la región eran los carates, exónimo que les dieron los conquistadores españoles. Y si bien la ubicación exacta de los mismos es incierta, estos habitaban la región que hoy se conoce como la provincia de Ocaña. El modelo de poblamiento español se basaba no en construir ciudades y villas en el mismo lugar de los asentamientos indígenas, sino en reubicar a los indígenas en pueblos (obligándolos a sedentarizarse) aledaños a las mismas ciudades y villas. En el caso de Ocaña, esta fue fundada en donde hoy se ubica la catedral, mientras que los indígenas fueron reubicados en Otaré (llamado entonces Brotaré), Teoreama (llamado entonces Taqueorama), González (llamado entonces La Loma) y muchos otros lugares que hoy tienen el estaus de municipios o corregimientos.
Aun así, el historiador colombiano Hermes Tovar Pinzón recoge en Relaciones y visitas a los Andes los pocos registros en torno a los carates, donde se encuentra el nombre de Argutacaca, topónimo que erróneamente es atribuido como el nombre prehispánico de Ocaña. Argutacaca es entonces un topónimo sin relación jurídica con Ocaña, pero que junto a los demás vocablos rescatados por Tovar Pinzón, permite afirmar que los carates hablaban una lengua chibcha. Por tanto, los carates estarían emparentados no solo con los barí (llamados motilones durante el periodo colonial) sino también con los muiscas del Altiplano Cundiboyacense, descartando la supuesta filiación caribe de los hacaritama, que también se le atribuye a los barí.

### Restos arqueológicos

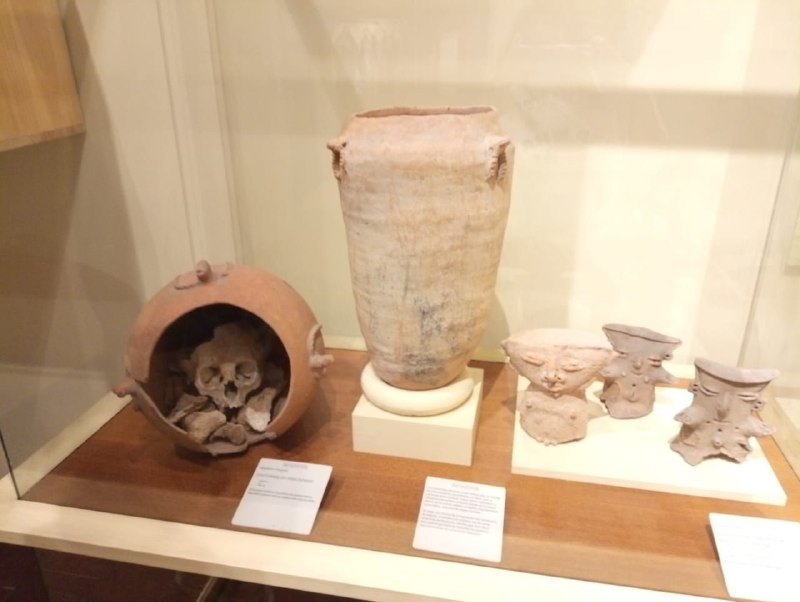
Urnas funerarias de la Cultura Mosquito (Sur del Cesar, Colombia)

Los hallazgos arqueológicos encontrados cerca de Aguachica, en la vereda Los Ángeles, hacen parte de la Cultura Mosquito o bajomagdelenense, por lo que no pertenecen a la Ocaña contemporánea. No obstante, la ciudad colonial tenía jurisdicción al sur del actual departamento del Cesar.
Por tanto, los indígenas de dicha zona hacen parte de la historial colonial de Ocaña y son mencionados en las fuentes documentales[cita requerida]. Dicho esto, se entiende que periodo prehispánico en Ocaña no siempre hace referencia a la zona donde se ubica el municipio moderno, sino toda la jurisdicción del cabildo colonial.
La Cultura Mosquito era de filiación caribe y constituía un grupo separado de los carates. Pero al estar bajo la jurisdicción de Ocaña, que se extendía hasta Tamalameque y San Alberto, algunos autores confunden a los carates con los mosquitos, e incluso a los actuales barí, quienes en ocasiones son documentados como un pueblo de lengua caribe.
También se han hallado petroglifos y otros restos arqueológicos dentro de la jurisdicción del actual municipio de Ocaña, correspondiendo estos a los carates y las etnias surgidas tras la cosmogénesis, el cual consistió en que los pueblos indígenas reducidos a una vida sedentaria, abandonaban su identidad previa y adoptaban la impuesta por las autoridades coloniales.
Así pues, las distintas tribus mencionadas por la historiografía local corresponden a las que habitaban los pueblos de indios (Brotaré, Taqueorama, La Loma de González) creados por los españoles en lugar de etnias antiquísimas, emperentadas o no, con los carates.

## Periodo colonial (1570-1810)

### Fundación
Al igual que en el resto de Hispanoamérica, la fundación de Ocaña siguió el modelo de la república de indios y la república de españoles. Este sintema planteaba la segregación de los españoles e indígenas; siendo los españoles los habitantes de las ciudades y villas, y los indígenas los habitantes de los pueblos. El fin último de dicha segregación era que por medio del sistema de encomiendas, los indígenas trabajasen y tributasen para un encomendero español que a cambio se comprometía a evangelizarlos y vestirlos. Y, al igual que en toda Hispanoamérica, dicho modelo terminó fracasando por el mestizaje, al estar los mestizos libres de dicho sistema.
Ocaña entonces fue fundada por una expedición que partió de la ciudad de Pamplona y su objetivo era establecer una conexión con el río Magdalena. No obstante, la Real Audiencia de Santafé retrasó durante años la propuesta de Francisco Fernández de Contreras (también llamado Francisco Hernández) de fundar una ciudad en el territorio de los indígenas carates. Esto implica que antes de la fundación de Ocaña, Francisco Fernández ya había pacificado a los indígenas, necesitando únicamente el permiso de la Real Audiencia para la fundación.

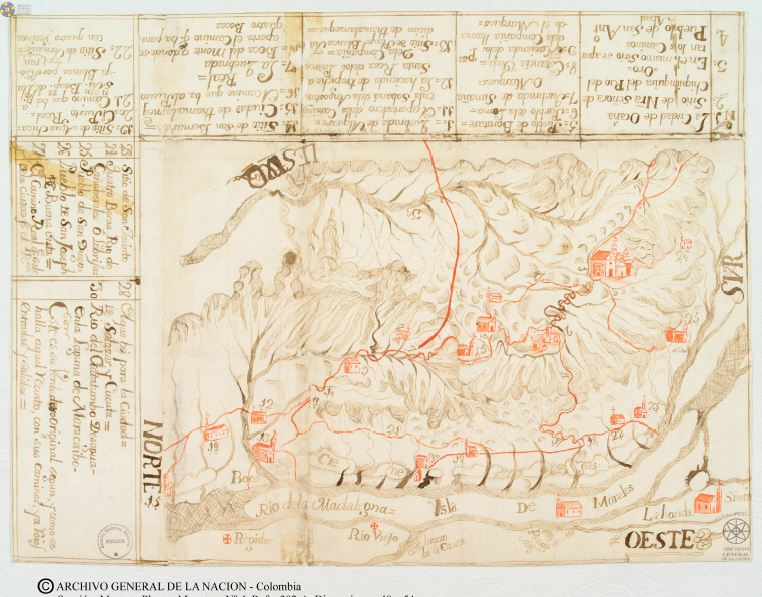
Jurisdicción del cabildo de Ocaña en 1764

Tras la fundación, la ciudad quedó bajo la jurisdicción de la Pronvincia de Santa Marta, gobernada en ese entonces por Pedro Fernández del Busto, natural de Ocaña (Toledo). Y si bien hoy está comprobado que la ciudad se fundó el 14 de diciembre de 1570[cita requerida], es notoria la ausencia de un relato unificado que abordase al fundación de la ciudad, ya desde las crónicas coloniales. Las divergencias mencionan distintos años de fundación (1561, 1571, 1572) o bien, que esta se realizó un 26 de julio, día de Santa Ana, patrona de la ciudad. Por ejemplo, el célebre fray Pedro Simón afirmaba que la ciudad se fundó en 1561:
Por todo lo cual tuvo el gobierno de justicia mayor de esta ciudad desde este tiempo por más de veinte años continuos, en los cuales se fueron descubriendo otras nuevas provincias circunvecinas y poblando en ellas villas y ciudades, como fue la de Mérida en las Sierras Nevadas, el año de mil y quinientos y cincuenta y ocho y la villa de San Cristóbal el de setenta y la ciudad de Santa Ana de Ocaña el mil y quinientos y sesenta y uno, como iremos diciendo sus lugares.
Un mito historiográfico involucra un supuesto traslado del cual no existe constancia documental, pero que es perpetuado por la historiografía local, pese a haber sido desmentido por Luis Eduardo Páez Courvel en 1940, en el Boletín de Historia y Antigüedades. Así pues, Ocaña fue fundada en 1570 y la confusión en torno a la fecha surge por los intentos fallidos de fundar una ciudad en la zona durante le década de 1560. Una prueba de ello es el juicio realizado contra Antonio de Orozco, vecino de Ocaña y marañón, donde se da constancia que en 1561 esta çiudad y provinçia al tiempo q[ue] contra el se proçedio no estava descubierta ni conquistada.

### La sociedad colonial

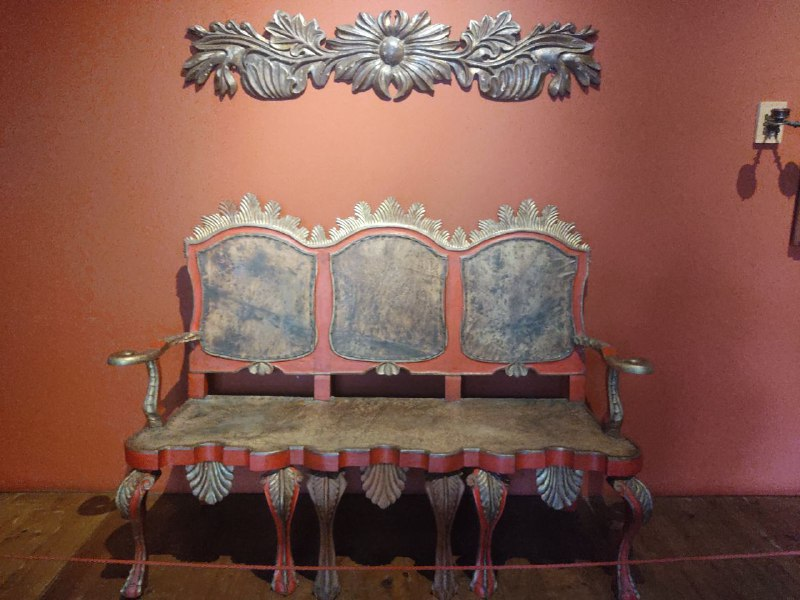
Sofá colonial, colección del Museo Antón García de Bonilla (Ocaña).

Si bien el modelo de república de indios y república de españoles fracasó, los indígenas permanecieron en los pueblos bajo el sistema de encomiendas. En Ocaña, este sistema se rigió según las Leyes Nuevas, promulgadas en 1542 con el objetivo de limitar el poder de los encomenderos y acabar los abusos contra los indígenas. Luego, el poder de los encomenderos en la ciudad nunca fue muy grande, así mismo, como la región no estaba muy poblada antes de la Conquista, las encomiendas eran pequeñas a comparación de las del Altiplano Cundiboyacense y más aún, comparadas con las encomiendad de Nueva España y Perú.
La sociedad colonial, como todas las del Antiguo Régimen giraban en torno a la religión y al derecho. La Iglesia Católica se mantuvo como la única religión oficial, moldeando la mentalidad de los indígenas conversos y de los mestizos, perpetuando así el modelo aristotélico-tomista vigente en España, un sistema de pensamiento que perduró hasta las Reformas Borbónicas, cuando el pensamiento ilustrado lo reemplazó con las ideas propias del siglo XVIII y luego con las ideas revolucionarias y democráticas durante la Independencia.
En las ciudades como Ocaña, el poder recaía en el cabildo, institución que estuvo vigente durante todo el periodo colonial. Estos eran la representación legal de la ciudad o villa, el órgano mediante el cual los vecinos velaban por los problemas judiciales, administrativos, económicos y militares. Su estructura y composición fue semejante a la que tuvieron los concejos de España, pero sus atribuciones variaron y también su importancia política, debido a las condiciones especiales que tuvo la sociedad de los reinos y provincias de ultramar.
En Ocaña, el cabildo autorizaba las pacificaciones contra los indígenas, las cuales no cesaron tras la fundación de la ciudad, sino que se mantuvieron durante todo el periodo colonial. Aún en el siglo XVIII, el cabildo autorizaba pacifiaciones contra los motilones, expandiendo la frontera en la actual región del Catatumbo y fundandos los pueblos que hoy constituyen buena parte de los municipios y corregimientos de la región (Hacarí, Aspasica, Teorama, El Tarra).

#### Clases sociales
Las clases sociales también eran importantes en la ciudad colonial, ostentado el poder político pero con obligaciones con los pobres, las cuales, al igual que otras relaciones de poder en el Antiguo Régimen son llamadas onerosas por el filósofo francés Michel Foucault, quien consideraba que las obligaciones de los poderosos eran tales que no los beneficiaban demasiado.
Los ricos vivían casas grandes alrededor de la plaza central, cerca de la iglesia; entre más cerca se viviera de este lugar mayor era el estatus de la familia. Las puertas de las casas debían permanecer siempre abiertas para que los pobres pudieran pedir limosna y para que los peregrinos tuvieran un lugar donde pasar la noche; esto se evidencia en el modelo arquitectónico de las casas coloniales, con patios interiores y antesalas que ocultaban las habitaciones de la familia.
Esta separación era la que marcaba la distinción entre la clase alta y la servidumbre, que vivía siempre en la misma casa. El cabeza de la familia representaba entonces no solo a su esposa e hijos en el cabildo, sino también a sus esclavos (de tenerlos) y a todo aquel que viviera bajo su techo, tuviera o no relaciones de sangre con él.

### La Iglesia

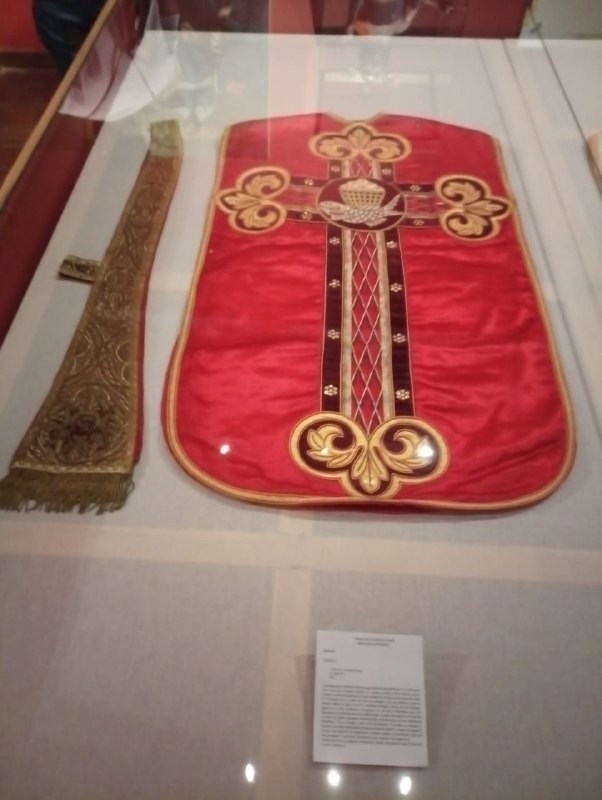
Casulla y estola católicas. Parte de la colección del Museo Antón García de Bonilla.

La Iglesia Católica fue el eje en torno al cuál giró la sociedad colonial, expresándose en la arquitectura, la cultural y la vestimenta. En la arquitectura se evidencia en el modelo de damero, donde la iglesia más importante de la ciudad se ubicaba frente a la plaza mayor, cerca del edificio del cabildo y las casas de las personas más importantes. Esto es evidente en Ocaña donde la actual Catedral de Santa Ana se ubuica frente a la Plaza 29 de Mayo, aunque separada por una carretera, al igual que en las parroquias destinadas a los blancos y mestizos.

#### Órdenes religiosas
Los templos destinados a los indígenas eran atendidos por las órdenes religiosas, los cuales contaban además del convento, una plaza anexa que no estaba separada por una carretera. Esto se debe a que la plaza mayor era un centro de poder, donde se llevaban acabó juicios y otros actos públicos, mientras que las plazoletas de los conventos estaban destinadas a la evangelización de los indígenas, los cuales no participaban en las actividades del cabildo.
Ocaña contaba con dos conventos masculinos, el de San Agustín (hoy solo queda el templo, el convento ya no existe) y el de San Francisco (actual Complejo Histórico de la Gran Convención), los cuales estuvieron habitados por frailes durante todo el periodo colonial. El Convento de San Agustín tuvo priores hasta la independencia; el Convento de San Francisco por su parte fue expropiado en 1849 por el gobernador Pedro Alcántara Ibáñez para el establecimiento escuelas públicas.
or frailes hasta la Independencia, cuando abandonaron la naciente nación, perdiendo sus propiedades. Estos templos a diferencias de las parroquias no dependían del clero diocesano y los obispos sino de los superiores y provinciales de las respetivas órdenes religiosas, manteniendo gran autonomía y siendo la razón de su poder y riqueza.

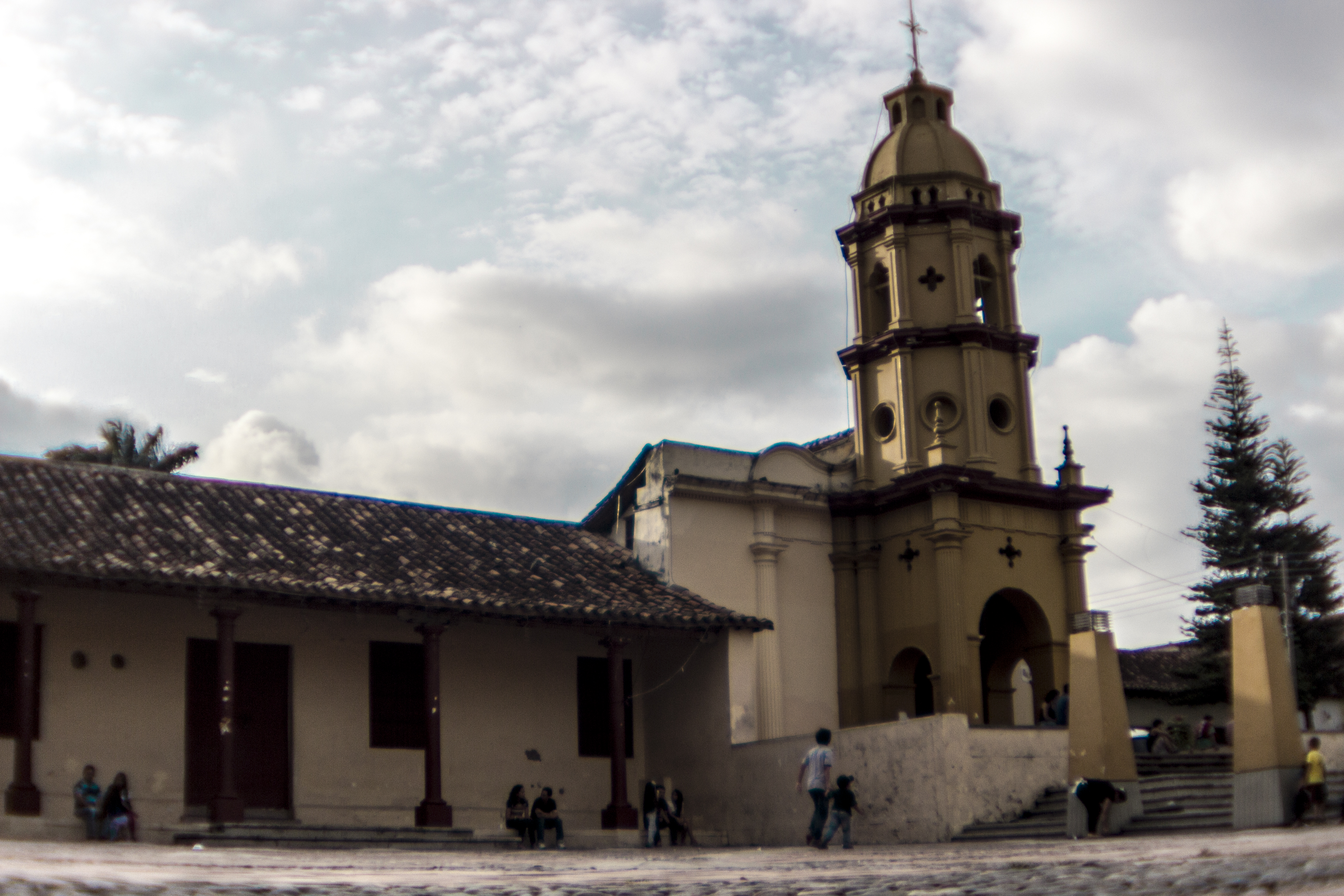
Iglesia y antiguo convento de San Francisco

#### La Inquisición
La Inquisición fue un tribunal de la Iglesia Católica que tuvo muchas variaciones según el reino en que operaban. En España fue fundado en 1478 por los Reyes Católicos para mantener la ortodoxia en sus reinos, es decir, para prevenir y castigar la herejía, como para descubrir a los judaizantes. En América, al igual en que España, la herejía era más importante que la brujería por lo que la mayoría de casos giran en torno a la primera; tanto así que en el territorio de la actual Colombia no hubo ningún condenado por brujería, siendo los pocos casos relacionados con la ya mencionada herejía.
En el Nuevo Reino de Granada el tribunal de la Inquisición fue fundado en 1610 en Cartagena. Dadas las distancias y las dificultades del viajes, los jueces permanecían en Cartagena y eran los obispos los que ejercían las veces de inquisidores, delegando en ocasiones algunas de sus atribuciones en funcionarios de menor rango.
Contrario a la creencia popular, los indígenas estaban exentos de los tribunales inquisitoriales, limitándose estos a los blancos, mestizos y negros. En Ocaña, dada la lejanía de Cartagena como de Santa Marta (sede del obispo), la inquisición apenas tenía poder e influencia. Así pues, cualquier caso que ameritara pena de muerte debía ser revisado directamente desde Cartagena, en uno de los tribunales más burocráticos de la América colonial.

### Esclavitud
La esclavitud en un sistema en la que una persona es tratada como propiedad o mercancía, permitiéndole a otro vender o comprar personas. En América, los esclavos traídos de África reemplazaron a los indígenas en las minas, dando lugar a dos tipos de sociedad: las sociedades esclavistas y las sociedades con esclavos. Las primeras dependían enteramente de la esclavitud, siendo esta la fuente de su riqueza; en las segundas algunas personas poseían esclavos, pero estos no eran importantes para la economía local.
Ocaña, al igual que al región de los Santanderes, fue una sociedad con eslavos, siendo ínfimo el número de estos. Aun así, esta institución perduró hasta el siglo XIX, cuando fue prohibida por el Partido Liberal. En consecuencia, existe aporte genético africano en la sociedad ocañera, aunque este es pequeño a comparación del indígena o del español.

## Periodo independentista (1810-1821)I
Tras las Abdicaciones de Bayona, se decretó la Vacatio Regis en todos los territorios de la Monarquía Hispánica, surgiendo así las juntas de gobierno, una institución donde los hombres más importantes de cada provincia o ciudad elegían los representantes. La potestad de intituir o no una junta fue motivo de disputa entre las ciudades del Imperio Español, que se peleaban unas con otras por el derecho a tener una junta separada, aun así, mientras que en la península ibérica las juntas se mantuvieron fieles a Fernando VII, en Hispanoamérica la mayoría de estas se enmanciparon y declararon la independencia.
Ocaña, al ser parte de la provincia de Santa Marta, se acogió a las decisiones que esta tomase. Y si bien en un principio Santa Marta conformó una junta de corte patriótica, rápidamente fue sustituida por una de corte realista, hasta que fue suprimida por el gobernador Tomás de Acosta. Santa Marta terminaría jurando lealtad a la Junta Suprema de Gobierno y posteriormente al Consejo de Regencia, manteniéndose a sí misma y a Ocaña, en el bando realista durante buena parte de la guerra.
Esta decisión ocasionó varias fricciones internas entre los realistas y los patriotas. Los patriotas estarían conformados mayoritariamente por criollos de clase alta, personas influyentes en la sociedad ocañeras que veían en la ausencia del Rey una oportunidad de llenar el vacío de poder; los realistas por su parte se conformarían por españoles y las clases bajas, quienes gozaban de una buena posición social desde la pérdida de poder de los criollos tras el reformismo borbónico.

### Los Colorados
La guerra de independencia de Colombia fue en buena parte una guerra de guerrillas, donde grupos de civiles se alzaban en armas en favor de uno u otro bando. En la ciudad de Ocaña se formaron Los Colorados, una guerrilla realista que defendía los derechos de Fernando VII y que se mantendría activa una vez conseguida la independencia. El 12 de noviembre de 1819, dos meses después de la Batalla de Boyacá, los Colorados tomarían la ciudad de Ocaña capitaneados por los multados Jácome y por Javier Álvarez, y el 12 de enero de 1820, tras derrotar al Coronel Figueredo en su intento de recuperar la ciudad, se ejecuta a Agustina Ferro, quien había dado refugio a Figueredo.

El 30 de diciembre de 1819 en carta del general Bartolomé Salom nombra:
“la guarnición realista en Ocaña cuenta con 300 o 400 hombres, más algunos milicianos, los guerrilleros de Teorama y La Palma”.
Los Colorados gobernarían la ciudad hasta el 10 de marzo de 1820, cuando fueron derrotados por el coronel Francisco Carmona y se retiraron a las montañas aledañas. Cuando Carmona dejó la ciudad, fue reemplazado por reemplazado por el coronel Jacinto Lara, quien persiguió la guerrilla; sin embargo, cuando el coronel Figueredo se encontraba de nuevo en Ocaña, Los Colorados atacaron la ciudad y se apoderaron de ella en noviembre de 1820, aunque sería recuperada ese mismo año por el Coronel Manuel Manrique.
La guerrilla gobernaría nuevamente la ciudad en 1821, por tanto, el mismísimo Simón Bolívar se encargaría de la situación y enviaría al teniente coronel Eustaquio Ballén, quien tomaría pacíficamente la ciudad el 10 de octubre de 1821 a cambio de los guerrilleros se retiraran a sus casas. No obstante, en 1822, los últimos Colorados serían fusilados en el barrio El Carretero.
Los Colorados recibieron su nombre por el pantalón rojo que llevaban y fueron un problema para el naciente gobierno de la Gran Colombia, demostrando así los muchos claroscuros del proceso independentista, el cual pese a la historiografía nacionalista que lo ha encumbrado, ha contado principalmente la historia de los criollos. El bando realista, como apunta el historiador Juan Friede, estuvo fortalecido por las clases sociales más bajas, quienes veían con escepticismo el proceso revolucionario y que serían el germen de las muchas revueltas del siglo XIX.
El historiador Lúmar Quintero Serpa apuntaría que el modelo de guerrillas sería de vital importancia de la región, pues no solo fue la táctica bélica utilizada por los Colorados, sino también durante todas las guerras civiles del siglo XIX, las guerrillas liberales del siglo XX y de guerrillas comunistas como el ELN, que tendrían en el Catatumbo uno de sus principales bastiones de resistencia contra el Estado Colombiano.

### Bando patriota
Como ya se mencionó, buena parte de los cabecillas patriotas pertenecían a la aristocracia criolla. Esto se debió a la progresiva pérdida de poder de los criollos tras las Reformas Borbónicas, quienes se resintieron contra las autoridades coloniales por el alza de los impuestos y el ascenso social de los mestizos y negros libres, pues temían perder su posición social. Sin embargo, estas rivalidades entre clases no siempre fueron tan homogéneas, pues en ocasiones colaboraban juntos, como en la Rebeliónde los Comuneros, aun así, tras la promulgación de las Gracias al Sacar por Carlos IV, los criollos se resintieron ante la posibilidades de ser iguales ante la ley que los mestizos, mulatos y negros libres.
En Ocaña, los líderes patriotas más destacados fueron:
- Hipólito García
- Miguel Pacheco
- Bernardo Pacheco
- Juan Pino
- Juan Salvador Chacón
- Eugenio Barbosa
- Gabriel Quintero
- Agustina Ferro
- Manuel Ibáñez
- Juan de Dios Illera
- Jesús Posada

## Periodo republicano temprano (1819-1886)II

### Gran Colombia (1819-1831)III
El Congreso de Angostura se celebró en 1819 y pese aprobarse nunca tuvo gran vigencia por desacuerdos entre los caudillos independentistas y la guerra contra las guerrillas realistas como Los Colorados. Dicho congreso había dividido el territorio en tres departamentos: Cundinamarca, Venezuela y Ecuador; aunque nominalmente se planeaba que el Haití Español fuese un Estado Libre Asociado. Bajo dicha división, Ocaña estaba bajo la jurisdicción del departamento de Cundinamarca, no obstante, Los Colorados llegaron a tomar la ciudad varias veces, gobernando de facto la ciudad en nombre del Rey. Tales inconvenientes llevaron a la promulgación de una nueva constitución en 1821, que reemplazara la de Angostura.

Mapa de la Gran Colombia en 1824.

La Constitución de 1821, oficialmente Constitución de la República de Colombia, fue el resultado del Congreso de la República de Colombia que se desarrolló el 30 de agosto de 1821 en Villa del Rosario Norte de Santander y cuyo objetivo principal fue crear la República de Colombia (denominada en la historiografía como la Gran Colombia) mediante la unificación de la Nueva Granada (Colombia y Panamá) y Venezuela. Posteriormente Ecuador también se uniría. Ocurrió después de la Batalla de Carabobo (24 de junio de 1821), que dio oficialmente la independencia a Venezuela y luego de la liberación de Caracas, Cartagena, Popayán y Santa Marta.
Ocaña no quedaría integrada a la naciente república hasta el 10 de octubre de 1821, cuando fue liberada por el teniente coronel Eustaquio Ballén por orden directa de Simón Bolívar. Y una vez liberada, quedó en la jurisdicción del departamento de Magdalena, en la provincia de Santa Marta, una división administrativa que coincidiría con su homóloga colonial. Esta división se mantendría hasta 1830, año de la disolución de la Gran Colombia, pues pese al cambio territorial de 1824, Ocaña permaneció bajo la jurisdicción de Santa Marta.

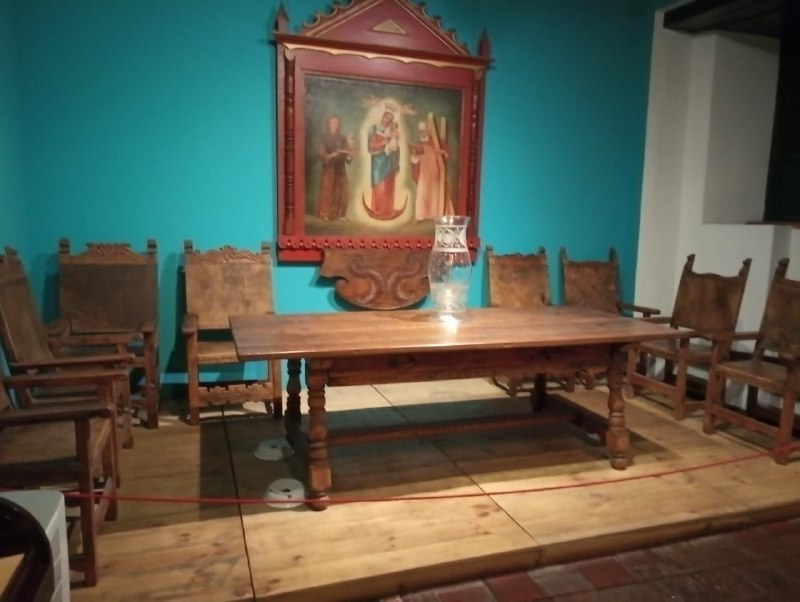
Comedor republicano. Parte de la colección del Museo Antón García de Bonilla.

### La Convención de Ocaña (1828)
La Convención de Ocaña fue una asamblea constituyente que se desarrolló en la ciudad colombiana de Ocaña entre el 9 de abril y el 10 de junio de 1828. Fue además, uno de los eventos claves en la historia política de Colombia, siendo denominado el origen no oficial de los partidos Liberal y Conservador. Su principal objetivo era reformar la Constitución de 1821 o, de ser posible, reemplazarla; y si bien los partidos ya mencionados no se fundaron hasta la mitad del siglo XIX, existía un sentimiento liberal de perfeccionar la república democrática y contener la ambición de algunos militares que querían adueñarse del poder público.

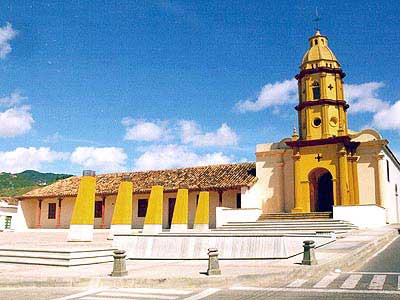
Antiguo convento de San Francisco, donde se realizó la Convención.

Más allá del origen de los partidos políticos colombianos, es imposible negar la fuerte rivalidad entre Simón Bolívar y Francisco de Paula Santander, siendo el primero defendersor de un gobierno de carácter militar, con un presidente vitalicio, mientras que el segundo era defensor de un incipiente liberalismo, pretendiendo que el gobierno de la república se basase en leyes claras y precisas. Las posturas de Bolívar pese a no ser aprobadas por la Convención, fueron promulgadas por él mediante el deniminado Decreto Orgánico de la Dictadura de Bolívar, el cual lo dotó del poder supremo de la República, que ejerció con las denominaciones de «Libertador»y «Presidente».
Santander por su parte, sería acusado de ser el autor de la Conspiración Septembrina en septiembre de 1828, un mes después del decreto orgánico de Bolívar. Y si bien su participación en la misma es cuestionada, fue castigado con el exilio. No obstante, las ideas santanderistas terminarían germinando en la República de la Nueva Granada, uno de los Estados sucesores de la Gran Colombia y que corresponde con la moderna República de Colombia. Tales ideas, por su marcado carácter liberal, causarían la Guerra de los Supremos o de los conventos, un conflicto donde se entremezcla el anticlericalismo con el gamonalismo.
Ocaña siendo el epicentro de dicha confrontación política, repitió algunos de los patrones que se vieron durante el gobierno de Los Colorados, con los bandos enfrentados refugiándose en los municipios cercanos. Marcando a la región como una propicia para la guerra de guerrillas, como se evidenciaría más claramente durante la Guerra de los Mil Días y durante el Conflicto Armado Colombiano.

### República de la Nueva Granada (1831-1858)
La Guerra de los Supremos fue un conflicto surgido por una ley que expropiaba los conventos con menos de ocho religiosos para convertilos en escuelas públicas. Dicha propuesta era parte de las reformas liberales de corte santanderista, causando descontecnto entre los bolivarianos, descontecto que fue aprovechado por caudillos regionales que querían consolidarse como los gobernantes locales. No obstante, no todos los caudillos fueron católicos en defensa de los conventos, muchos de ellos eran liberales rivales al gobierno central, entre ellos José María Melo. Años más tarde, Melo alcanzaría la presidencia durante un breve periodo conocido como la Dictadura de Melo.

Mapa de Santander en 1855.

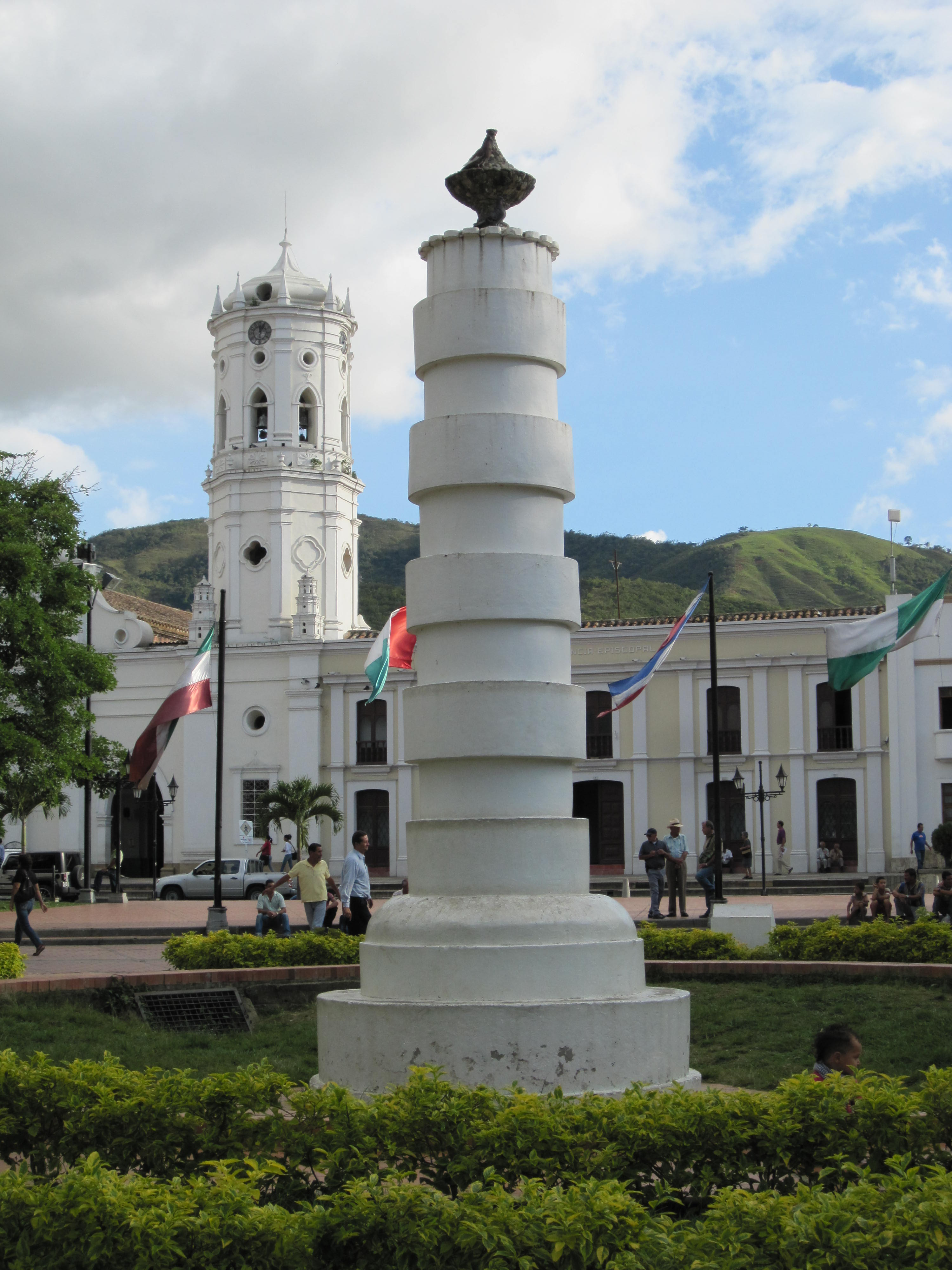
Columna de los Esclavos (Ocaña).

El Estado central recuperó la ciudad de Ocaña el 8 de septiembre de 1842. Entre los líderes locales se destacarían Pedro Alcántara Ibáñez y José Eusebio Caro, después algunas victorias militares y mutuas conversaciones con otros líderes sublevados (supremos) se logró dar por terminada la guerra el 29 de enero de 1842 en la misma ciudad de Ocaña. Posteriormente, en Sitionuevo, se expidió una amnistía general.
El 20 de mayo de 1849 se creó la Provincia de Ocaña y Pedro Alcántara Ibáñez fue nombrado su primer gobernador, este expropió los bienes de los franciscanos y otras comunidades religiosas para crear escuelas públicas. Para 1851 Agustín Nuñez fue gobernador y para 1853, Diego Alejandro Jácome.
Bajo el gobierno de José Hilario López el 21 de mayo de 1851 se proclamó la libertad de los esclavos en la República de la Nueva Granada. Las leyes dictadas debían entrar en vigencia para el primero de enero de 1852, este hecho ocasionó la Guerra civil colombiana en 1851, aunada por intereses comerciales y desacuerdos de terratenientes contra el Estado.. Entre el 6 y el 22 de diciembre de 1851 se construye en Ocaña un monumento en Colombia que conmemora la Ley que dio libertad definitiva a los esclavos en todo el territorio nacional y que se convertiría en un símbolo del municipio, la Columna de la libertad de los esclavos, el cual fue erigido durante la gobernación de Agustín Nuñez.
El 14 de febrero de 1857 durante la presidencia de Manuel María Mallarino Ibargüen, mediante decreto del Congreso la provincia de Ocaña es eliminada y pasa a depender de la provincia de Mompós.
El 13 de mayo de 1857 se crea el Estado soberano de Santander y días después por medio de la ley del 15 de junio de 1857 al nuevo estado le son agregados los Distritos de Aspasica, Brotaré, Buenavista, Cármen, Convención, La Cruz, Ocaña, Palma, Pueblo Nuevo, San Antonio, San Calixto, San Pedro y Teorama. El Estado, por medio de la ley del 25 de noviembre de 1857, quedó dividido en los diciseis municipios, entre ellos Ocaña, con jurisdicción de los distritos mencionados.

### Confederación Granadina (1858-1863)

Mapa del Estado de Santander en 1859.

Por medio de la ley del 25 de junio de 1859 el Estado Soberano de Santander modifica su ordenamiento territorial, pasando de dividirse en dieciséis municipios a estar dividido por siete departamentos. El departamento de Ocaña persistiría hasta 1886, cuando se suprimen los estados y sus jurisdiccione internas. No obstante, el Estado de Santander seguiría modificando su ordenamiento territorial, sin afectar las fronteras del departamento de Ocaña.
El 21 de diciembre de 1862 es nombrado presidente del Estado Soberano de Santander el General de origen ocañero Pedro Quintero Jácome quien se mantuvo en el cargo hasta el 29 de julio e 1863.

### Estados Unidos de Colombia (1863-1886)
Pese a que la división de Colombia en estados se formalizó durante la Confederación Granadina, no fue hasta la Constitución de Rionegro que nacieron los Estados Unidos de Colombia. Dicha constitución fue promulgada a instancias de Tomás Cipriano de Mosquera y fue la más liberal en la historia de Colombia, dotando de gran autonomía no solo a los estados sino a los departamentos dentro de estos.

Mapa del Estado de Santander en 1870

Ocaña llegó a promulgar algunas constituciones de corte liberal y esta tendencia se mantuvo al igual que en el resto del Estado. No obstante, la presencia de conservadores se haría más fuerte a finales de siglo, en especial durante la Regeneración. En cuanto la actividad comercial, en 1876:
"Algunos comerciantes de Ocaña y Bucaramanga repararon los vapores Barranquilla y Vengoechea y con los nombres de Santander y El Libertador, formaron una línea para navegar exclusivamente entre Bodega Central, cerca de la boca del Lebrija, Puerto Nacional y Barranquilla, dando transporte tanto al café, el cacao, los cueros y el azúcar de la cordillera de Ocaña y de los valles altos de Bucaramanga".
El 9 de octubre de 1880 la Gobernación del Estado del Magdalena expide el Decreto No.148, "Por el cual asume el Estado el establecimiento de bodegas en su territorio y la administración y rentas de ellas". En su Artículo 2o., prescribe: "Mientras el poder ejecutivo pueda organizar la administración de dichos establecimientos en términos que satisfaga cumplidamente las exigencias del tráfico, procédase a celebrar contrato con la persona o compañía que haga mejores proposiciones para la construcción y administración de bodegas en los puntos de La Gloria, Puerto Nacional y Loma de Corredor" (La Nueva Era n.º 50, 20 de agosto de 1887, p. 200).
Con base en el citado Decreto, el Estado del Magdalena suscribió un contrato con el señor Ramón B. Jimeno para construir la Bodega en Puerto Nacional. La cláusula 9a. del documento, indica que: "desde el día en que se abra el servicio del público la Bodega materia de este contrato, no será permitido a ninguna otra persona ni compañía el uso ni el establecimiento de otras bodegas en Puerto Nacional". Este monopolio del Estado del Magdalena produciría controversias y demandas ante el Estado, por parte de comerciantes ocañeros y de Barranquilla, quienes consideraron vulnerados sus derechos comerciales. Sobre el río Magdalena, operaban dos bodegas: Bodega Ocaña y Bodega Bolívar, esta última de don José María Valest, ubicada en la ribera occidental del Magdalena, frente a la Bodega Ocaña que estaba localizada en Gamarra.
Bajo el gobierno de Rafael Nuñez en 1884, se propuso la política de Regeneración, que incluía cambios a la constitución y que convertiría el gobierno en centralista. Los liberales radicales se opusieron de forma armada quienes fueron enfrentados por tropas del gobierno, El último enfrentamiento ocurrió en la región cuando el general Sergio Camargo sólo le quedaba una parte de las tropas del Estado Soberano Santander y del Estado Soberano de Boyacá, bajo del mando de los generales Soto y Siervo Santamaría que se había replegado hacia Ocaña y en El Salado pero fueron obligados a capitular en el sitio Los Guamos el 26 de agosto de 1885, Camargo al no ver más opciones se entregó pacíficamente y el ejército rebelde fue enviado de regreso a casa. Para noviembre de 1885 Nuñez convocó un congreso nacional de delegatarios que luego expidió la constitución de 1886.

## República de Colombia (1886-1991)

### La Regeneración (1886-1902)

#### Escolarización fememina
En 1888, por propuesta del General Guillermo Quintero Calderón y el sacerdote Ramón Anaya y Rubio, la Asamblea Departamental de Santander expidió la ordenanza No 5 de 1888 creando el Colegio de Señoritas de Ocaña. El 25 de octubre de 1889, se inician las clases del Colegio de la Presentación gracias a las gestiones de la Compañía Fundadora del Colegio de las Hermanas de la Caridad, sociedad anónima registrada legalmente el 14 de febrero de 1880.
Las gestiones para llevar a cabo esta obra fueron encomendadas a la firma Ribón & Corral, con sede en París, obteniéndose como resultado la sanción de la Ordenanza n.º 5 de 26 de julio de 1888, por la cual se creó el Colegio de Enseñanza Superior para señoritas en la ciudad de Ocaña. La primera sede de este Colegio fue un inmueble del municipio localizado en donde hoy se encuentra la Escuela de Bellas Artes; en 1890, se trasladó al convento de San Francisco, que había sido expropiado a los franciscanos en 1849.

#### La Guerra de los Mil Días
Desde la Guerra Civil de 1895 ya se venían presentando levantamientos por parte de las élites tradicionales contra el Partido Nacional, que había excluido a las castas liberales y conservadoras en favor de una nueva clase política de carácter centralista. El ala radical del Partido Liberal, descontenta con la situación, provocó enfrentamientos entre fuerzas guerrilleras no preparadas contra tropas del gobierno, el 18 de octubre de 1899, estalla en todo el territorio nacional la llamada Guerra de los Mil Días.

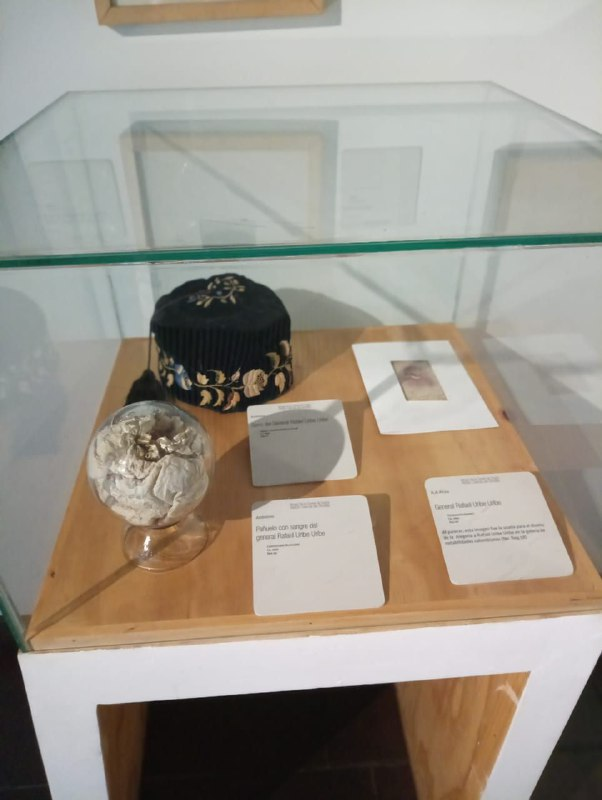
Birreta y pañuelo con sangre del general Rafael Uribe Uribe (Museo Antón García de Bonilla)

El día 8 de junio de 1900 hacen su ingreso a la ciudad los Generales Rafael Uribe Uribe, Benjamín Herrera, Gabriel Vargas Santos y Foción Soto, entran a Ocaña desde Los Ángeles (César), por la trocha de Torcoroma (Pueblo Nuevo), después de haber sido derrotados en la Batalla de Palonegro. La permanencia de los liberales en Ocaña es breve centrándose los enfrentamientos en Ocaña y El Carmen.
Entre los simpatizantes de la causa liberal se encontraban los intelectuales el médico Alejo Amaya, Margario Quintero Jácome, César Paba y Adolfo Milanés.
La fuerza conservadora, gobiernista, estaba comandada en los departamentos de Santander y Magdalena, por el general Manuel Casabianca. En Ocaña, una vez recuperada la plaza por los conservadores, es nombrado jefe civil y militar de la provincia, el general Ignacio S. Hoyos (comandante en jefe de la División Ocaña) y como jefe civil y militar de Ocaña, Justiniano J. Páez. El fin de la Guerra de los Mil Días se logró a través de acuerdos mutuos firmados entre la hacienda Neerlandia (cercanías de Ciénaga y el acorazado SS Winconsin, el Tratado de paz definitivo se firmó el 21 de noviembre de 1902.